# 고전 고대

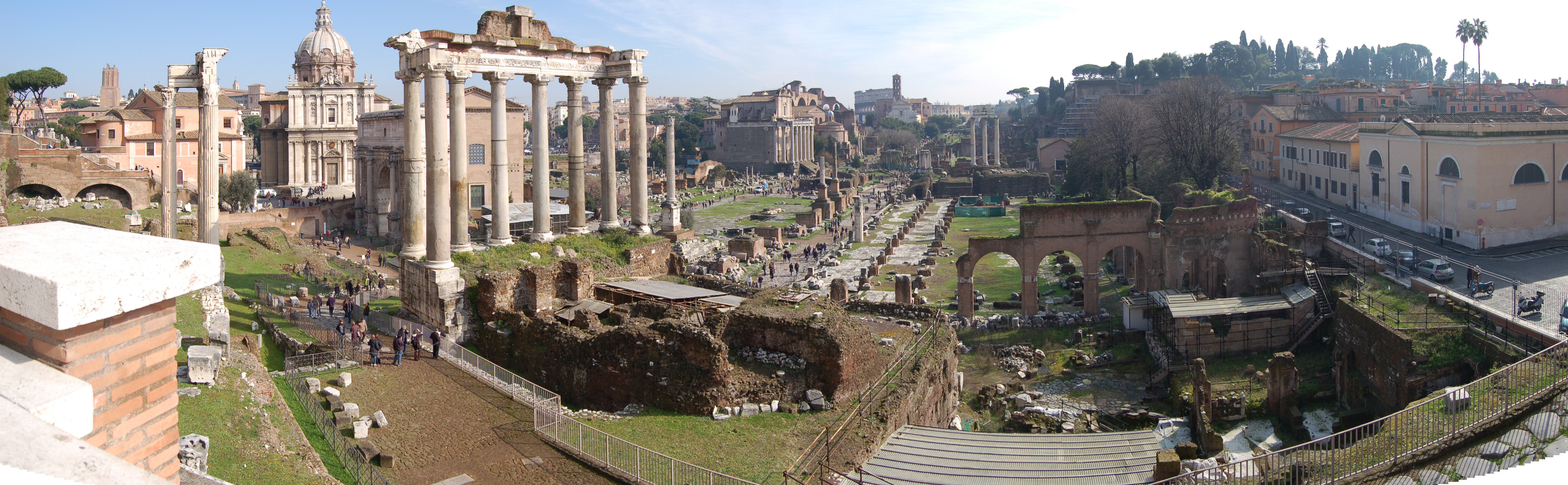

고전 고대(古典古代, 영어: classical antiquity)는 서양사에서 지역적으로는 지중해 유럽을 중심으로 하는 고대 그리스와 로마 시대를 가리키는 명칭으로 기원전 8세기부터 기원후 5세기까지의 긴 기간이다. 이 지역과 시대에서 만들어진 문화와 문명이 현재의 유럽 문화의 기반이 되었기 때문에 모범이 된다는 의미의 ‘고전(Classical)’이라는 수식어를 덧붙여 다른 지역의 고대 문화 또는 문명과 구별하여 칭하는 명칭이다. 서양사에서 고전 고대 이후에는 중세(Middle Ages: 기원후 4~13세기 또는 기원후 5~14세기) 시대가 이어지는데, 고전 고대와 중세 사이의 전이 기간을 특별히 고대 후기(Late Antiquity: 기원후 2~8세기)라고 칭한다.
고전 고대의 문화는 이미 번영하고 있던 고대 오리엔트의 문화(이집트 문명 및 메소포타미아 문명)로부터 큰 영향(문자나 철기의 사용 등)을 받아서 성립하였고, 지중해를 중심으로 발전하였다. 이 지역에서 알렉산드로스 제국과 로마 제국이 일어났고, 오리엔트 세계도 통합하여 대제국을 형성했다. 언어적인 측면에서 보면, 고전 고대 문화는 고대 그리스어 및 라틴어에 의한 문화였다.
고전 고대의 끝은 일반적으로는 서로마 제국이 멸망한 476년으로 여겨지며, 이 이후의 서유럽 세계는 로마 제국 말기부터 점차 힘을 늘려 온 기독교와 게르만족의 문화에 지배받게 되었다(중세의 시작). 고전 고대의 문화적 유산은 동로마 제국에 계승되어 8세기 이후는 아라비아어로 번역되어 이슬람 세계로 넘어갔다. 여기서 고전 고대 문화는 철학과 자연과학 분야에서 독자적인 발달을 이루었다. 십자군과 레콩키스타를 통한 서구 세계와의 접촉과 교류에 의해, 이슬람 세계에서 발달한 고전 고대 문화가 다시 서구로 ‘역수입’되었으며, 12세기 르네상스와 14세기 이후의 이탈리아 르네상스의 성립으로 연결되었다. 이 결과, 기독교 문화와 게르만족 문화와 함께 고전 고대 문화는 현대 유럽 문화의 기반을 이룬 것으로 간주되고 있다.
어떤 문화권에도, 그 문화의 기반을 구성하는 지난 시대의 유산은 분명 존재하는 것이기 때문에, 이런 의미에서, 지중해 유럽의 고대만을 ‘고전 고대’로 특별히 취급하는 것은 유럽 중심주의적 시각이라고도 볼 수 있다.

## 같이 보기
- 서양고전학
- 고전후 시대
- 헬레니즘 시대의 그리스
- 브리타니아
- 트로이아